# Валецкий повет
Валецкий повет (пол. Powiat wałecki) — повет (район) в Польше, входит как административная единица в Западно-Поморское воеводство. Центр повета — город Валч. Занимает площадь 1414,79 км². Население — 54 207 человек (на 31 декабря 2015 года).

## Административное деление
- города: Валч, Члопа, Мирославец, Тучно
- городские гмины: Валч
- городско-сельские гмины: Гмина Члопа, Гмина Мирославец, Гмина Тучно
- сельские гмины: Гмина Валч

## Демография
Население повета дано на 31 декабря 2015 года.
| Перепись            | Всего | Мужчины | Женщины |
| ------------------- | ----- | ------- | ------- |
| Всего               | 54207 | 26407   | 27800   |
| Городское население | 33252 | 15925   | 17327   |
| Сельское население  | 20955 | 10482   | 10473   |